# Santoka (gmina Bujwidze)
Santoka (lit. Santaka) − dawna wieś na Litwie, w rejonie wileńskim, 9 km na północny zachód od Bujwidzów, zamieszkana przez 24 ludzi.
Obecnie część wsi Baran-Rapa.

## Historia
W dwudziestoleciu międzywojennym leżała w Polsce, w województwie wileńskim, w powiecie wileńsko-trockim, w gminie Niemenczyn.
Po II wojnie światowej w granicach Związku Sowieckiego. Od 1991 na niepodległej Litwie.